# (2035) Stearns
(2035) Stearns ist ein Asteroid des inneren Hauptgürtels, der am 21. September 1973 vom US-amerikanischen Astronomen James B. Gibson am El Leoncito Observatory in Argentinien bei einer Helligkeit von 15 mag entdeckt wurde. Nachträglich konnte der Asteroid bereits auf Aufnahmen gefunden werden, die am 28. Januar 1954 am Palomar-Observatorium in Kalifornien gemacht worden waren.
Der Asteroid wurde nach dem US-amerikanischen Astronomen Carl Leo Stearns (1892–1972) benannt, Professor für Astronomie an der Wesleyan University in Connecticut und zweiter Direktor des Van Vleck Observatory. Seine Hauptforschung bestand in der Bestimmung von mehr als 200 trigonometrischen Parallaxen. Er nahm auch an der weltweiten Eros-Kampagne im Jahr 1931 teil, bei der die Astronomische Einheit durch Messung der Parallaxe dieses Asteroiden bei seiner starken Annäherung an die Erde mit hoher Präzision bestimmt wurde. Er ist aber vielleicht am besten als Entdecker des Kometen C/1927 E1 (Stearns) bekannt, der lange Zeit den Rekord für die maximale heliozentrische Entfernung hielt, in der ein Komet beobachtet wurde.
Aufgrund seiner Bahneigenschaften gilt (2035) Stearns als Mitglied der Hungaria-Gruppe und bewegt sich noch innerhalb des Hauptgürtels i. e. S. im Bereich einer stabilisierenden 9:2-Bahnresonanz mit Jupiter. Die Bahn des Asteroiden besitzt außerdem eine Periheldistanz (sonnennächster Punkt), die größer ist als das Perihel, aber kleiner als das Aphel (sonnenfernster Punkt) des Mars. Er wird daher zu den Marsbahngrazern gezählt. Durch die Schrägstellung der Bahn des Asteroiden gegenüber der Marsbahn können sich die beiden Himmelskörper derzeit aber nicht näher kommen als bis auf etwa 24,6 Mio. km (0,16 AE). (2035) Stearns bleibt in seiner derzeitigen 8:11-Bahnresonanz mit Mars wahrscheinlich stabil für die nächsten 30 Mio. Jahre, grundsätzlich ist eine solche Bahnform aber chaotisch.

## Wissenschaftliche Auswertung
Nach der Reaktivierung von NEOWISE im Jahr 2013 und Registrierung neuer Daten wurden 2015 vorläufige Werte für den Durchmesser und die Albedo im sichtbaren Bereich von 4,8 km bzw. 0,65 bestimmt.
Als Asteroid der seltenen Tholen-Spektralklasse E besitzt er durch eine mineralische Oberfläche eine sehr hohe Albedo, vergleichbar mit derjenigen der Venus.
Photometrische Beobachtungen von (2035) Stearns erfolgten erstmals vom 21. bis 25. März 1988 am Mount-Lemmon-Observatorium in Arizona. Die während drei Nächten aufgezeichneten Lichtkurven konnten nicht weiter ausgewertet werden, es wurde aber eine lange Rotationsperiode vermutet. Bei neuen Messungen vom 30. April bis 25. Mai 2001 am Charkiw-Observatorium in der Ukraine und am Krim-Observatorium in Simejis konnte dann eine Rotationsperiode von 85,0 ± 0,1 h abgeleitet werden, dies war damals der höchste bekannte Wert unter Asteroiden der Spektralklasse E. Die Periode passte auch zu den Daten aus 1988.
Neue Beobachtungen vom 22. Januar bis 10. Februar 2011 am Palmer Divide Observatory in Colorado wurden allerdings zu einer deutlich kürzeren Rotationsperiode von 51,89 h ausgewertet. Es wurden weitere Beobachtungen als notwendig erachtet, um diese Diskrepanz zu klären. Bei photometrischen Messungen vom 7. bis 23. Juni 2014 am Center for Solar System Studies (CS3) in Kalifornien zeigte sich, dass (2035) Stearns eine taumelnde Rotation ausführt. Als Periode wurden dafür 93,0 ± 1,0 h gefunden.
Zwischen 2012 und 2018 wurden mit der All-Sky Automated Survey for Supernovae (ASAS-SN) auch photometrische Daten von 20.000 Asteroiden aufgezeichnet. Auf mehr als 5000 davon konnte erfolgreich die Methode der konvexen Inversion angewendet werden, darunter auch (2035) Stearns, für den in einer Untersuchung von 2021 erstmals ein dreidimensionales Gestaltmodell für eine Rotationsachse mit prograder Rotation und einer Periode von 93,84 h berechnet wurde.